# 穆罕默德·加努希
穆罕默德·加努希（阿拉伯语：‎，1941年8月18日—）突尼斯政治人物，曾任突尼斯总理。

## 政治生涯
2011年1月14日，因始于2010年12月17日的突尼斯茉莉花革命的持续升级，总统本·阿里宣布解散政府，流亡沙特阿拉伯。
据突尼斯宪法第56条规定，共和国总统在无法行使职权时，可以将他的职权转交给政府总理。总理穆罕默德·加努希随即出任代总统，行使总统职权。但也有人和媒体质疑政府总理出任临时总统的合法性，坚持应该按照宪法规定由国民议会议长来出任代总统。
2011年1月15日，突尼斯宪法委员主席宣布，据突尼斯宪法第57条规定，由国民议会议长福阿德·迈巴扎临时代行总统职权。
2011年1月17日，代总统福阿德·迈巴扎授权穆罕默德·加努希组建民族团结政府。
但由于他是前总统本·阿里的政府成员，突尼斯市自2011年2月25日起再次爆发大规模的游行示威，要求其立即辞职。穆罕默德·加努希于2011年2月27日辞去总理一职。

## 获得荣誉

### 外国勋章奖章
- 旭日大绶章（日本，2022年4月29日公布[5]）